# Стефан Вукчич Косача

Стефан Вукчич Косача (босн. Stjepan Vukčić Kosača; 1404 — 1466) — герцог Святого Сави, боснійський дворянин з роду Косачів. Саме від його титулу, пішла назва Герцеговина.

## Установлення влади
Після смерті бездітного Сандаля Хранич Косача, його наступником став племінник Стефан Вукчич Косача. У нового воєводи з'явився сильний ворог, угорський король Сигізмунд I Люксембург, котрий прагнув прагнув повернути колишні угорські землі, серед яких було і Захумле. Матія Таловец, за наказом Сигізмунда, напав на Хумські землі. Його підтримав впливовий боснійський феодал Радослав Павлович. Попавши у скрутну ситуацію Стефан був вимушений призвати на допомогу турок. Приблизно 1500 турецьких вершників прибуло у Боснію у липні 1435 року. Угорці були вигнані з Хумської землі, а володіння Радослава Павловича були розграбовані. Також Стефан підтримав ворога Сизигмунда, хорватського бана Івана Франкопана. У 1436 році Стефан з військом прийшов на допомогу своєму союзнику. Після раптової смерті Івана, між Стефаном та Сигізмундом був укладений мирний договір. У той же час він також помирився з боснійським королем Твртко II.Також у воєводи склалися товариські стосунки з Рагузькою та Венеційською республіками. Непримиренним ворогом Стефана був Радослав Павлович. В кінці 1437 року останній втратив прихильність турок, і Стефан отримав наказ від Мурада II зайняти Требинє. Стефан захопив Требинє, а також Єлеч у Подринні. У Врме він узяв в облогу Клобук. Проте Радослав швидко помирився з турками та призвав їх на допомогу проти Стефана. У 1439 році турки вторглися у Боснію та примусили його повернути Требинє та інші території, котрі він забрав у Радослава. Між Павловичами та Косачами був укладений мир, закріплений шлюбом Радослава з Теодорою, сестрою Стефана.

## Розширення володінь
У 1439 році Мурад II почав завойовувати Сербську деспотовину, Степан Вукшич вирішив допомогти туркам. У той же час стався новий конфлікт з Радославом Павловичем, у результаті якого Степан Вукшич отримав у своє володіння Требинє. Після турецького завоювання Сербської деспотовини князівство Зета стало беззахисним, чим скористався Степан Вукшич. В результаті запеклої боротьби воєвода зміг приєднати до своїх володінь Верхню Зету у 1441 році. Намагаючись захопити Нижню Зету Степан Вукшич набув собі могутнього ворога, Венеціанську республіку. І хоча Степан вдало почав війну і навіть зміг захопити Бар у березні 1442 року. Нижня Зета стала володінням Венеції. Після смерті Радослава Павловича, почався новий конфлікт між Косачами та Павловичами у результаті якого Павловичі втратили усі свої володіння на узбережжі.

## Конфлікт з Стефаном Томашем
Після смерті боснійського короля Твртко II наступним королем стає Стефан Томаш, син Стефана Остоя. З новим королем у Стефана Вукшича стався конфлікт на релігійній основі. Воєвода був прихильником Боснійської церкви, натомість король Боснії Стефан Томаш, котрий спочатку також був прихильником цієї конфесії, став католиком. Король почав переслідування Стефана Вукчича як єретика. 15 лютого 1444 року, Стефан підписав угоду з Альфонсо V, королем Арагону та Неаполя, та став його васалом у обмін на допомогу у боротьбі з супротивниками Стефана: боснійським королем Стефаном Томашем, воєводою Іванішем Павловічем та Венеційською республікою. В угоді було зазначено, що Стефан буде платити данину Альфонсо замість Османської імперії. Конфлікт з королем Стефаном Томашом закінчився у 1446 році, мир був закріплений шлюбом короля на Катарині, дочці воєводи.

## Герцог Святого Сави
У 1448 році він відмовився від титулу Воєвода Боснії і прийняв титул Герцог Хума і Примор'я, а роком пізніше знову змінив титул на «Герцога Св. Сави». Цей титул мав важливе значення, тому що це був найшановніший зі святих цього регіону.
У 1451 року Стефан Вукчич осадив Рагузу. Так раніше він отримав дворянство республіки, уряд оголосив його зрадником. За його голову була призначена величезна нагорода: 15 000 дукатів, палац в Дубровнику, щорічний дохід в 300 дукатів, а також дворянство республіки. Степан, злякавшись цього, зняв облогу з міста і відступив.
Стефан Вукчич Косача помер у 1466 році, його наступником став старший син Владислав Герцегович Косача.

## Сім'я та діти
Стефан Вукчич Косача був одружений три рази. У 1424 році він одружився з Оленою, дочкою Балши III Балшича, господаря Зети. У подружжя народилося четверо дітей:
- Катарина Косача Котроманич (1424—1478), боснійська королева, дружина Стефана Томаша.
- Владислав Герцегович Косача (близько 1427—1489), герцог Святого Сави.
- Влатко Герцегович (близько 1428—1489), герцог Святого Сави.
- Герсеклі Ахмед-паша (близько 1430—1515), турецький великий візир

Олена померла у 1453 році, через два роки Стефан одружився з Варварою від якої мав сина, який помер молодим та дочку Мару Герцегович.
Варвара померла у 1459 році, наступного року Стефан одружився з німецькою принцесою Сесілією. Третій шлюб був бездітним.
Від Стефана Вукшича Косача своє походження приписував український шляхетський рід Косачів, до якого належала Леся Українка.